# طالب قشلاقي (أرشق)
طالب قشلاقي (بالفارسية: طالب‌قشلاقی) هي قرية تقع في إيران في أردبيل. يقدر عدد سكانها بـ 2,140 نسمة .